# سرخیو اورتگا (بازیکن فوتبال، زاده ۱۹۸۰)
سرخیو اورتگا (انگلیسی: Sergio Ortega؛ زادهٔ ۲۵ نوامبر ۱۹۸۰) بازیکن فوتبال اهل اسپانیا است.
از باشگاه‌هایی که در آن بازی کرده‌است می‌توان به باشگاه فوتبال سلتاویگو، باشگاه فوتبال راسینگ سانتاندر، و باشگاه فوتبال نومانسیا اشاره کرد.